# Dalton Cordeiro de Lima
Dalton Cordeiro de Lima (São Luís, 25 de maio de 1923 – São Luís, 16 de dezembro de 2017) foi um advogado, bancário e político brasileiro, outrora deputado federal pelo Amapá.

## Dados biográficos
Filho de Júlio Lima e Antonieta Cordeiro Lima. Advogado formado pela Universidade Federal do Maranhão, perdeu a eleição para deputado federal pelo PTB em 1958, contudo elegeu-se a suplente de deputado federal via PDC na chapa de Janary Nunes em 1962, chegando a exercer o mandato sob convocação. Com a imposição do bipartidarismo pelo Regime Militar de 1964, ele e o titular do mandato ingressaram na ARENA, sendo reeleitos numa sublegenda em 1966.
Assessor jurídico do Banco do Brasil, assumindo os cargos de procurador-geral do município de São Luís e procurador geral de Justiça no governo Ivar Saldanha. Em 1985, por nomeação do governador Jorge Nova da Costa, tornou-se procurador-geral do Território Federal do Amapá e depois presidente da seccional amapaense da Ordem dos Advogados do Brasil.
Filiou-se ao PFL e figurou como terceiro suplente de deputado federal da Aliança Liberal-Trabalhista em 1986.